# Bowler (Wisconsin)
Pour les articles homonymes, voir Bowler.
Bowler est un village du comté de Shawano, dans l'État du Wisconsin, aux États-Unis. En 2020, il comptait une population de 320 habitants.